# Quintino (DJ)
Quinten van den Berg (Den Helder, Países Bajos; 21 de septiembre de 1985), conocido por su nombre artístico Quintino, es un DJ, remezclador y productor neerlandés de EDM, también dueño y fundador del sello discográfico SupersoniQ Records.
Es conocido por sus sencillos exitosos como Epic, Aftermath, Go Hard, Fatality y Genesis, así como por sus colaboraciones con otros DJs como Hardwell en las canciones Baldadig y Woest, y Dimitri Vegas & Like Mike en la canción Patser Bounce. 
En 2014, ingresó en la encuesta realizada por la revista DJ Mag, ocupando el puesto #86; y en 2015 ascendió seis puestos. En 2016, se ubicó en la posición #32, y en 2017 se ubicó en la #30. Actualmente ocupa la posición #39.

## Carrera musical
Desde niño mostró su interés por la música, y al culminar sus estudios, comenzó su carrera como DJ empezando a pinchar en eventos locales de su ciudad natal. A los 18 años de edad, fue descubierto por el DJ Laidback Luke, quien decidió acompañarlo en sus tiempos emergentes. Poco a poco, comenzó a obtener reconocimiento dentro de la escena electrónica por sus primeros sencillos como "Heaven", producido junto a Mitch Crown, "Sustain" y "I Feel" (lanzado bajo Spinnin' Records) en 2010.
Su éxito internacional comenzó con la publicación del sencillo "Epic" junto al DJ neerlandés Sandro Silva, lanzado el 23 de julio de 2011 bajo la compañía Musical Freedom, y actualmente cuenta con más de 25 millones de visitas desde su lanzamiento en YouTube. En 2014, lanzó "Go Hard" y "Genesis". 
Tiempo después, su reconocimiento creció con el lanzamiento del sencillo "Scorpion" en 2015, y el lanzamiento del sencillo "Baldadig" con Hardwell en 2016.

## Ranking DJ Mag
| DJ       | 2014 | 2015 | 2016 | 2017 | 2018 | 2019 | 2020 | 2021 | 2024 |
| -------- | ---- | ---- | ---- | ---- | ---- | ---- | ---- | ---- | ---- |
| Quintino | 86°  | 80°  | 32°  | 30°  | 25°  | 25°  | 33°  | 30°  | 39°  |

## Discografía

### Álbumes
- 2019: Bright Nights

### Sencillos
2009
- Heaven (feat. Mitch Crown)

2010
- Sustain  (Spinnin' Records)
- You can't deny (feat. Mitch Crown)  (Spinnin' Records)
- You Know What  (Spinnin' Records)
- I Feel  [FREE DOWNLOAD]

2011
- Selecta (con Afrojack)  (Wall Recordings)
- Music Oh (con Apster)  (Mixmash Records)
- Epic (con Sandro Silva)  (Musical Freedom) (C-P Jesse Van Terrerk)
- Raider  (Wall Recordings)
- World is Calling (con Groovenatics feat. Jaren)  (SupersoniQ Records)

2012
- The One and Only  (Wall Recordings)
- We Gonna Rock  (Musical Freedom)
- Circuits (con MOTi)  (Wall Recordings)
- Kinky Denise (con MOTi)  (Wall Recordings)

2013
- Jackpot (con Ralvero)  (Spinnin' Records)
- World In Our Hands (con Alvaro)  (Spinnin' Records)
- United (con Tiësto y Alvaro)  (Ultra Music)
- Puzzle (con Blasterjaxx)  (DOORN Records) (C-P Jesse Van Terrerk)
- Dynamite (con MOTi feat. Taylr Renee)  (Spinnin' Records)

2014
- Go Hard  (Spinnin' Records) (C-P Jesse Van Terrerk)
- Crash (con MOTi)  (Spinnin' Records)
- Blowfish (con Kenneth G)  (Fly Eye Records) (C-P Jesse Van Terrerk)
- Slammer (con FTampa)  (Spinnin' Records) (C-P Jesse Van Terrerk)
- Genesis (con Mercer)  (Spinnin' Records)

2015
- Winner  (SKINK Records) (C-P Jesse Van Terrerk)
- Escape (Into the Sunset) (feat. Una)  (Spinnin' Records)
- Aftermath (con Sandro Silva)  (Spinnin' Records) (C-P Jesse Van Terrerk)
- Milestone [FREE DOWNLOAD]  (Spinnin' Records)
- Front To The Back [FREE DOWNLOAD]  (Spinnin' Records)
- Devotion  (Spinnin' Records)
- Scorpion (Hardwell Edit)  (Revealed Recordings)
- Unbroken (con Yves V feat. Gia Koka)  (Spinnin' Records)

2016
- Rock It To The Beat [Go Harder EP]  (Spinnin' Records)
- Get Low [Go Harder EP]  (Spinnin' Records)
- Bad Man [Go Harder EP]  (Spinnin' Records)
- Do It Again [Go Harder EP]  (Spinnin' Records)
- Bad Bitches (Deorro VIP Edit)  (Spinnin' Records)
- Freak (con R3hab)  (Spinnin' Records)
- Can't Fight It (con Cheat Codes)  (Spinnin' Records)
- Lights Out (con Joey Dale feat. Channii Monroe)  (Spinnin' Records)
- F What You Heard [Go Harder EP Part 2]  (Spinnin' Records)
- You Don't Stop [Go Harder EP Part 2]  (Spinnin' Records)
- Work It [Go Harder EP Part 2]  (Spinnin' Records)
- EMF (con Crossnaders) [Go Harder EP Part 2]  (Spinnin' Records)
- Undercovers (con Killfake) [Go Harder EP Part 2]  (Spinnin' Records)
- Underground  (Spinnin' Records)
- Baldadig (con Hardwell)  (Revealed Recordings)

2017
- Carnival  (Spinnin' Records)
- Lost In You (con NERVO)  (Spinnin' Records)
- Blow Up In Ya Face (Con Cesqeaux) [GO HARDER EP PART 3: DO OR DIE]  (Spinnin' Records)
- Rewind [GO HARDER EP PART 3: DO OR DIE]  (Spinnin' Records)
- What What [GO HARDER EP PART 3: DO OR DIE]  (Spinnin' Records)
- Bawah Tanah [GO HARDER EP PART 3: DO OR DIE]  (Spinnin' Records)
- Money (con Henry Fong) [GO HARDER EP PART 3: DO OR DIE]  (Spinnin' Records)
- Carnival (OUTSIDERS REMIX) [GO HARDER EP PART3: DO OR DIE]  (Spinnin' Records)
- I Just Can't (con R3hab)  (R3HAB MUSIC / Spinnin' Records)
- Good Vibes (feat. Laurell)  (Spinnin' Records)

2018
- Woest (con Hardwell) [Hardwell & Friends Vol.3]  (Revealed Recordings)
- Slow Down (con Dimitri Vegas & Like Mike, Boef, Ronnie Flex, Ali B & I am Aiaha)  (Epic Amsterdam/Smash The House)
- Patser Bounce (con Dimitri Vegas & Like Mike)  (Smash The House)
- Moonrise [GO HARDER EP PART 4: EDM'S REVENGE]  (Spinnin' Records)
- Ain't No Party [GO HARDER EP PART 4: EDM'S REVENGE]  (Spinnin' Records)
- Dem Shots (con Alvaro) [GO HARDER EP PART 4: EDM'S REVENGE]  (Spinnin' Records)
- G Thing (con Mightyfools) [GO HARDER EP PART 4: EDM'S REVENGE]  (Spinnin' Records)
- Zoo Adventure (con nFIX & Candice) [GO HARDER EP PART 4: EDM'S REVENGE]  (Spinnin' Records)
- Mayhem (con Steve Aoki)  (Dim Mak Records)
- Brasil Connect  (Smash The House)
- Get Down (con Curbi)  (Spinnin' Records)
- Knockout (con Deorro & MAKJ)  (Spinnin' Records)
- Heey Ya  (Spinnin' Records)
- Inferno  (Spinnin' Records)
- How It's Done  (Spinnin' Records)

2019
- Can't Bring Me Down  (Spinnin' Records)
- teQno (Music Is The Answer) (Spinnin' Records)
- TUTUTU  (Spinnin' Records)
- Party Never Ends (con Alok)  (Spinnin' Records)
- Reckless (con Hardwell)  (Spinnin' Records)
- Boing (con Dimitri Vegas & Like Mike & Mad Mac)  (Smash The House)
- Make Believe  (Spinnin' Records)
- Don't Lose Love (con AFSHEEN feat. Cher Lloyd)  (Spinnin' Records)
- Bro Hymn  (Spinnin' Records)
- Sueltalo (feat. Melissa Sandoval)  (Spinnin' Records)
- I Wanna Know (con ECHOWALL feat. PollyAnna)  (Spinnin' Records)
- Twilight  (Spinnin' Records)
- Superstars  (Spinnin' Records)
- Make Moves (con Cesqueaux feat. Lil Debbie & Bok Nero)  (Spinnin' Records)

2020
- The Drill  (Smash The House)
- The Chase (con Dimitri Vegas & Like Mike)  (Smash The House)
- Manimal (con Richie Loop)  (DIM MAK)
- Get You Home  (Spinnin' Records)
- Switch Back  (Spinnin' Records)
- Ruins (con Mike Cervello)  (Smash The House)
- Out Of This World (feat. KiFi)  (Spinnin' Records)
- It's Beginning To Look A Lot Like Christmas [Home Alone On The Night Before Christmas EP]  (Smash The House)

2021
- Back To The Oldskool (con Dimitri Vegas & Like Mike)  (Smash The House)
- Bad Bees (feat. Harrison First)  (Spinnin' Records)
- Make It Louder  (SupersoniQ Records)
- Coming Home  (Universal Music)
- Outbreak  (SupersoniQ Records)
- Quechua (con Thomas Gold)  (Spinnin' Records)
- F Soft Shit  (Spinnin' Records)
- Moon  (SupersoniQ Records)
- In My Head (feat. Emie)  (Tomorrowland Music)
- Vivid  (SupersoniQ Records)

2022
- Melody  (SupersoniQ Records)
- No Time  (SupersoniQ Records)
- Boys With The Bass  (Smash The House)
- Keep Moving  (SupersoniQ Records)
- Lowrider  (SupersoniQ Records)
- Empty City (con RYVM)  (Spinnin' Records)
- No Pictures  (SupersoniQ Records)
- Tom's Diner  (SupersoniQ Records)

2023
- Name Of Your DJ (3 Are Legend Edit)  (Smash The House)
- Sloopkogel (con Hardwell)  (Revealed Recordings)
- The 6th Gate Is Open (Dance With The Devil) (con D-Devils)  (Spinnin' Records)
- Hold On Tight  (SupersoniQ Records)
- Motor (con Steve Aoki)  (Dim Mak Records)
- Good Time  (Tomorrowland Music)
- Go Stupid (con Plastik Funk)  (Spinnin' Records)
- Let Me Be Your Fantasy (con Mike Williams)  (Spinnin' Records)
- The Beach (Afrojack Edit)  (Tomorrowland Music)

### Remixes
2009
- Cidinho & Doca - Rap Das Armas (Quintino Remix)  (Spinnin' Records)

2012
- Eddie Thoneick - One Good Reason (Quintino Mix) (Zeitgeist)

2013
- Tiësto - Chasing Summers (R3hab & Quintino Remix) (Musical Freedom)

2014
- Quintino - Go Hard (Quintino VIP Edit) [FREE DOWNLOAD]
- Yellow Claw feat. Rochelle - Shotgun (Quintino Remix) [SPRS]
- Pep & Rash - Fatality (Quintino Edit) [SPRS]
- Five Knives - Sugar (Quintino Remix) [Red Bull Records]
- R3hab & Trevor Guthrie - Soundwave (Quintino Remix) (Spinnin' Remixes)

2015
- Galantis - Runaway (U & I) (Quintino Remix) (Big Beat Records)
- Sam Feldt - Show Me Love (Quintino Remix) (Spinnin' Remixes)
- NERVO feat. Kreayshawn, Dev & Alisa - Hey Ricky (Quintino Remix) (Ultra Records)

2016
- Major Lazer & DJ Snake - Lean On (Quintino Bootleg)
- Hardwell feat. Jake Reese - Mad World (Quintino Remix) (Revealed Recordings)
- R3hab & Quintino - Freak (VIP Remix) (Spinnin' Remixes)
- Rihanna feat. Drake - Work (R3hab & Quintino Remix)
- Major Lazer feat. Nyla - Light it Up (Quintino Remix)

2017
- Galantis - Rich Boy (Quintino Remix)
- Zedd & Alessia Cara - Stay (Quintino Remix)
- Taku-Hero & Funk Machine - Fun Lovin (Quintino Remix) (Revealed Recordings)
- J Balvin & Willy William - Mi Gente (Hardwell & Quintino Remix) (Scorpio Music)

2018
- Axwell Λ Ingrosso feat. Trevor Guthrie - Dreamer (Quintino Bootleg)

2019
- Funk Machine & Taku-Hero - Somebody (Quintino Remix) (Revealed Recordings)
- Steve Aoki feat. Monsta X - Play It Cool (Quintino Remix) (Ultra Music)

2020:
- Regard - Ride It (Dimitri Vegas & Like Mike vs. Quintino Remix)  (Epic Amsterdam)
- Tiësto & Vintage Culture - Coffee (Give Me Something) (Quintino Remix)  (Musical Freedom)

2021:
- ILLENIUM, Valerie Broussard & Nurko - Sideways (Quintino Remix)

## Sin Lanzamiento Oficial
| Año  | Canción                                                | Colaboración                                 | Sello Discográfico | Descripción                                                                              |
| ---- | ------------------------------------------------------ | -------------------------------------------- | ------------------ | ---------------------------------------------------------------------------------------- |
| 2017 | Pop Corn (Dead ID)                                     | Dimitri Vegas & Like Mike                    | Smash The House    | En el último post de Quintino en Instagram, respondió que jamás saldrá por el copyright. |
| 2018 | ID                                                     | Wiwek                                        | Spinnin' Records   |                                                                                          |
| 2018 | Jaguar (Quintino Remix)                                | Dimitri Vegas & Like Mike vs. Ummet Ozcan    | Smash The House    |                                                                                          |
| 2018 | The Hum (Quintino Remix)                               | Dimitri Vegas & Like Mike vs. Ummet Ozcan    | Smash The House    |                                                                                          |
| 2018 | Tremor (Quintino Remix)                                | Dimitri Vegas & Like Mike vs. Martin Garrix  | Spinnin Records    |                                                                                          |
| 2018 | Taki Taki (Dimitri Vegas & Like Mike & Quintino Remix) | DJ Snake feat. Cardi B, Selena Gómez & Ozuna | No Label (FDL)     |                                                                                          |
| 2018 | I Love It (Dimitri Vegas & Like Mike & Quintino Remix) | Kanye West & Lil Pump feat. Adele Givens     | No Label (FDL)     |                                                                                          |
| 2019 | ID (Blow Up The Speakers)                              | Dimitri Vegas & Like Mike                    | Smash The House    |                                                                                          |
| 2019 | Rap Da Armas                                           | Outsiders                                    | Spinnin Records    |                                                                                          |